# 바스크

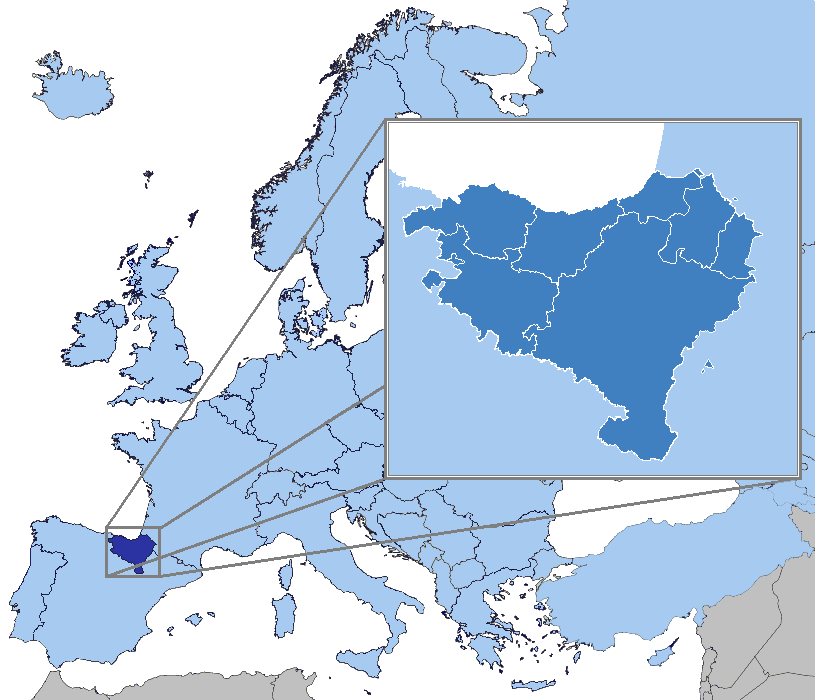
바스크의 위치

바스크의 기

바스크의 문장

바스크(바스크어: Euskal Herria 에우스칼 헤리아, 스페인어: País Vasco 파이스 바스코[*], 프랑스어: Pays basque 페이 바스크[*], 문화어: 바스꼬)는 피레네산맥 서부에 있는 지방으로, 스페인과 프랑스에 걸쳐 있다. 바스크어를 쓰는 바스크인이 산다. 인구는 2006년 기준으로 약 300만 명이고, 중심 도시는 빌바오(Bilbao)다.

## 역사
바스크인은 이베리아반도에서 가장 오랜 역사를 가진 민족이지만, 오랜 시간 동안 외세의 지배를 받았으며, 역사적으로 824년 세워진 나바라 왕국만이 피레네 북부의 양쪽을 다스리는 나라였다. 나바라는 산초 3세 시대에 영토가 가장 컸으나, 1035년 그가 암살당한 뒤 분열되었으며, 1234년 이후 왕위를 잇지 못하여 외국의 가문들에 의해 다스려진다.
18세기부터 주민 일부가 바스크어를 사용하고 독자적 문화를 고수하는 등 민족주의 성향을 띠기 시작했다. 1933년 바스크주가 탄생했지만, 스페인 내전이 종식된 이후에 출범한 프란시스코 프랑코 독재 정권이 이를 탄압하여 망명 정부가 수립되었고, 바스크 조국과 자유(Euskadi Ta Askatasuna, ETA)가 등장해 분리 독립을 위한 무장 투쟁을 시작한다.
바스크는 1979년 스페인 정부로부터 자치권을 인정받았으나 독립을 요구하며 전개했다. ETA는 1999년, 2006년 3월에 스페인 정부와 영구 휴전을 선언했으나 2006년 12월 마드리드 공항에서 폭탄 테러를 감행하면서 이를 공식 파기했다. 하지만 스페인 정부의 지속적인 탄압으로 조직이 와해 위기에 놓이자 2010년 9월 재차 휴전을 선언했으며 2011년 4월 영구 휴전과 무장 활동 중지를 선언했다.

## 지리

바스크는 전통적으로 7개 지방으로 구성된다. 피레네 산맥을 기준으로 남부(Hegoalde) 4개 지방과 북부(Iparralde) 3개 지방으로 나눈다.
- 스페인령 바스크(남바스크, 에고알데)
  - 바스크 지방
    - 기푸스코아 주(스페인어: Guipúzcoa, 바스크어: Gipuzkoa)
    - 비스카야 주(스페인어: Vizcaya, 바스크어: Bizkaia)
    - 알라바 주(스페인어: Álava, 바스크어: Araba)

  - 나바라 지방(스페인어: Navarra, 바스크어: Nafarroa)

- 프랑스령 바스크(북바스크)
  - 아키텐
    - 피레네자틀랑티크주
      - 라부르(프랑스어: Labourd, 바스크어: Lapurdi)
      - 바스나바르(프랑스어: Basse-Navarre, 바스크어: Behe Nafarroa)
      - 술(프랑스어: Soule, 바스크어: Zubero)

오늘날 남바스크는 스페인의 바스크 지방과 나바라 지방의 두 자치 지방으로 편성되었다. 한편 북바스크는 별도의 상위 행정구역은 얻지 못하고 프랑스 아키텐의 피레네자틀랑티크주의 일부를 이루고 있다.

## 같이 보기
- 바스크주
- 나바라주